# غراهام سميث (لاعب كرة قدم أمريكي)
غراهام سميث (بالإنجليزية: Graham Smith)‏ (9 أبريل 1994 في الولايات المتحدة - ) هو لاعب كرة قدم أمريكي في مركز الوسط.

## وصلات خارجية
- غراهام سميث على موقع قاعدة بيانات كرة القدم.إي يو (الإنجليزية)